# والدنشتاین
والدنشتاین (به آلمانی: Waldenstein) یک منطقهٔ مسکونی در اتریش است که در ناحیه گموند واقع شده‌است. والدنشتاین ۱٬۲۱۴ نفر جمعیت دارد.